# Marie-Eve Morin
Marie-Eve Morin är en kanadensisk filosof och författare. Hon är professor i filosofi vid University of Alberta. Hon avlade doktorsexamen  med en avhandling om Jean-Luc Nancy. Morin är känd för sin forskning om poststrukturalism och postfenomenologi.